# Herencia
Herencia ist eine Gemeinde in der spanischen Provinz Ciudad Real der Autonomen Region Kastilien-La Mancha.

## Geografie
Sie befindet sich im Norden der Provinz Ciudad Real, etwa 80 Kilometer von der Provinzhauptstadt entfernt. Es liegt 643 Meter über dem Meeresspiegel und gehört zur Region La Mancha, genauer gesagt zu Campo de San Juan. In seinem Gemeindegebiet befinden sich einige kleine Gebirgszüge (Sierra de la Sevillana, Sierra de las Fuentes), die letzten Überreste der Montes de Toledo, und im Süden der Gemeinde fließt der Fluss Cigüela kurz vor seiner Mündung in den Guadiana.

## Einwohnerentwicklung
| Bevölkerung | Bevölkerung | Bevölkerung | Bevölkerung | Bevölkerung | Bevölkerung | Bevölkerung |
| 1900        | 1930        | 1950        | 1970        | 2001        | 2011        | 2019        |
| ----------- | ----------- | ----------- | ----------- | ----------- | ----------- | ----------- |
| 6.062       | 9.024       | 10.502      | 8.308       | 7.149       | 9.006       | 8.390       |